# Nihonshoki

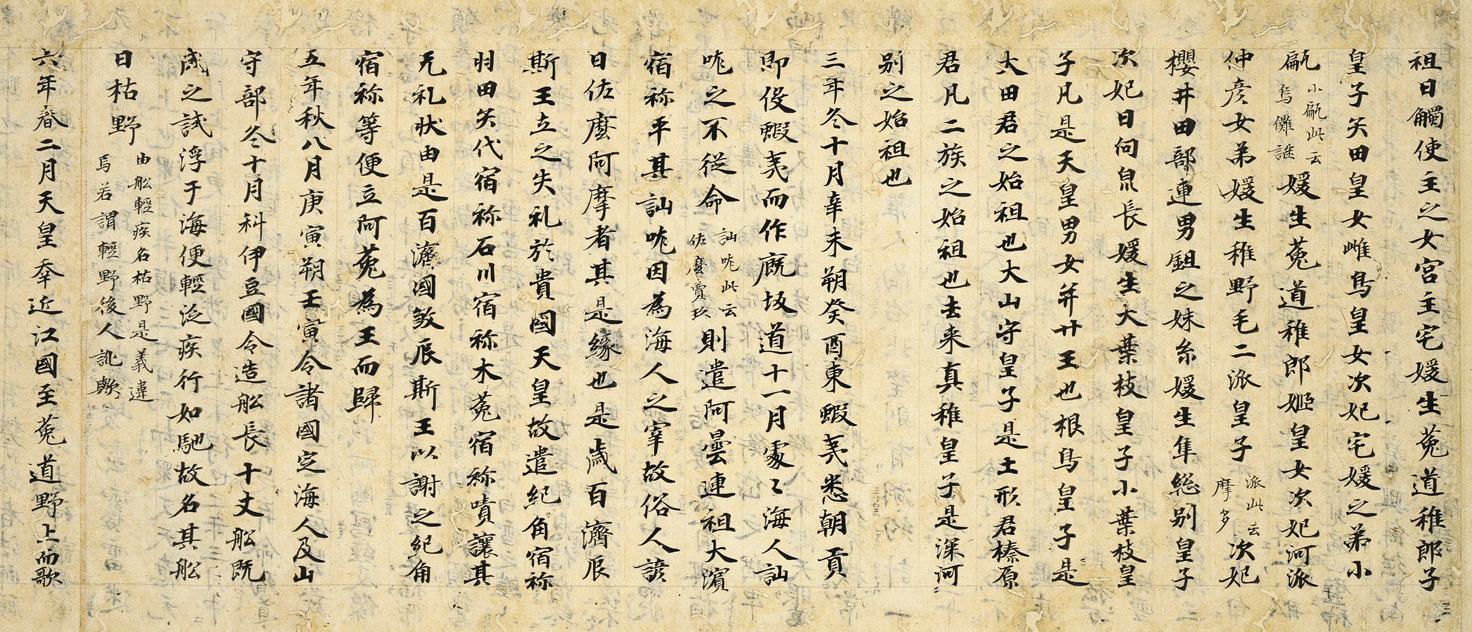
Nihonshoki

De Nihonshoki (Japans: 日本書紀), of De kronieken van Japan, is een kroniek, die de geschiedenis van Japan vanaf de schepping tot de eigen tijd behandelt. Hij is uitgebreider dan de oudere Kojiki. Het boek is van onschatbare waarde voor historici want het bevat de meest complete historische vastlegging van het oude Japan. De Nihonshoki werd vervolledigd in 720 en ingediend aan het keizerlijk hof, onder het toezicht van Prins Toneri en met de hulp van Ōno Yasumaro. Daarnaast staat het boek bekend als de Nihongi (日本紀). Deze kroniek werd acht jaar later ingediend dan de Kojiki.
Net als de Kojiki begint de Nihonshoki met mythologische verhalen, maar gaat verder met gebeurtenissen van die tijd. Het boek beschrijft de heerschappijen van keizers Tenji, Temmu en Jitō. Daarnaast legt het de focus op de goede en slechte daden van verschillende keizers. Het boek omschrijft ook mythologische gebeurtenissen van die tijd en diplomatieke contacten met andere landen.

## Inhoud
De eerste hoofdstukken van de Kojiki en de Nihonshoki werden toegespitst op de mythes over de geboorte en de nazaten van de grote godin Amaterasu, de stammoeder van Japan op de lange lijn van keizers en keizerinnen. De laatste boeken zijn grotendeels beperkt tot wat er is gebeurd en gezegd door menselijke afstammelingen van de grote godin. De Nihonshoki omvat vele artikelen met betrekking tot buitenlandse diplomatie, internationale standpunten en een sterke politieke bewustwording van Japan als een natie. De Nihonshoki bevat bovendien niet alleen vele artikelen met details over de binnenlandse politieke structuur, maar ook artikelen over delegaties afkomstig van en naar Paekche, Silla, de Sui- en Tang-dynastieën van China. Daarnaast bevat het presentaties over pas aangekomen inheemse cultuur, de Chinese boeddhistische cultuur en de inhoud dekking van de mythologische leeftijd door het bewind van keizer Jito.
Het boek werd geschreven met hulp van “O” No Yasumaro (太安万侶) onder toezicht van de keizerin, in een klassieke Chinese en chronologische vorm. Ze hadden als taak om de heiligheid en de kracht van de Japanse keizerlijke heerschappij te bevestigen. De Nihonshoki was samengesteld uit 30 volumes, plus een volume met een stamtafel. Deze stamtafel is verloren gegaan. De Nihonshoki werd gepresenteerd aan keizerin Genshou, de 44e keizer. De hoofdredacteur werd prins Toneri, een van de zonen van keizer Temmu (天武天皇, Temmu Tenno) (c. 631-1 oktober, 686), de 40e keizer van Japan, volgens de traditionele volgorde van erfopvolging. Hij was de eerste monarch van Japan aan wie de titel "Tenno" werd toegewezen., en regeerde van 672 tot aan zijn dood in 686. Het enige document over zijn leven waren de verhalen uit de Nihonshoki. Deze werd bewerkt door zijn zoon, prins Toneri, die het werk heeft geschreven tijdens het bewind van zijn vrouw en kinderen. De onpartijdigheid van het werk is daardoor betwist en de nauwkeurigheid is bedenkelijk.

## Enkele kenmerken in de Nihonshoki

### Taal
De Nihonshoki was moeilijk te lezen en te begrijpen voor de gemiddelde Japanner doordat hij was geschreven in klassiek Chinees, zoals alle officiële documenten uit die tijd. Daarentegen waren de onderdelen in poëzie en versvorm wel te begrijpen. Een jaar nadat de Nihonshoki werd uitgebracht, werd er een officiële lezingenreeks ingeleid en gepresenteerd door geleerden aan de aristocratie. Deze serie lezingen heette Shoki-kouen (書紀講筵) en kon wel meerdere jaren duren, in sommige gevallen wel zeven jaar. Een syllabus met woorden uit de oude Koreaanse taal is een belangrijke bron voor taalkundig onderzoek.

### Structuur
Het proces van de opstelling kan worden gezegd te zijn begonnen in het 10e jaar van het bewind van Temmu (681), toen prins Kawashima (657-691) en elf anderen werden aangesteld tot het opstellen van een officieel document van de genealogie van de keizerlijke familie. In 714 werden Ki no Kiyohito (D 753) en Miyake no Fujimaro toegevoegd aan het team.
Van de dertig volumes die werden geschreven in klassiek Chinees, staan de eerste en tweede volumes bekend als "Jindaiki". Volumes drie tot dertig gaan over gebeurtenissen die hebben plaatsgevonden onder het bewind van keizer Jimmu tot en met dat van Jito. In tegenstelling tot de eerdere Kojiki wijkt de Nihonshoki wijkt dermate af, dat het delen van het Chinese historische werk van Zhi Wei (Wei chih) en de Koreaanse werken Paekche ki, Paekche pon'gi en Paekche sinch'an bevat. Daarnaast bevat het citaten uit het boek van Iki no Muraji Hakatoko (伊吉連博徳書). Vanaf deel veertien wordt het steeds gedetailleerder in tegenstelling tot de Kojiki, waar de focus ligt op het mythologische gedeelte.
De Nihonshoki is naar verluidt gebaseerd op oudere documenten, met name op de dossiers die continu werden bijgehouden in de Yamato rechterbank. Het bevat documenten en folklore afkomstig van de clans, die de rechter bediende. Voorafgaand aan de Nihonshoki was er de Tennōki en Kokki samengesteld door Prins Shōtoku en Soga no Umako, maar toen deze documenten werden opgeslagen in Soga's huis zijn ze vernield door de brand op het moment van de Isshi incident (乙巳の変).
Het werk van de respondenten verwijzen naar verschillende bronnen die vandaag de dag niet meer bestaan. Een van die bronnen zijn de drie 'Baekje'-documenten (百濟記, Kudara-ki), die belangrijk waren voor het vastleggen van diplomatieke zaken. De documenten zijn mogelijk geschreven in Baekje mei en vormen de basis voor de noteringen in de Nihonshoki. Uit kritiek blijkt dat de geleerden deze historische verhalen hebben geschreven in Yamato en de auteur van de Nihonshoki heeft hierop gereageerd. De verklaringen die verwijzen naar historische rivaliteit tussen de oude Koreaanse koninkrijken van Silla, Goguryeo en Baekje moeten daarbij worden toegevoegd. Het gebruik van Baekjes plaatsnamen in de Nihonshoki is een ander bewijs dat aantoont wat voor geschiedkundige elementen er worden gebruikt in de documenten van Baekje. Enkele andere bronnen die anoniem zijn worden samengesteld zijn de 'Aru Fumi' (一书; ander document), dit werd gedaan om alternatieve verslagen voor specifieke incidenten bij te houden.

### Fudoki (风土记)
Fudoki zijn oude records van de cultuur en de geografie van de provincies van Japan. Ze bevatten de landbouw, de folklore en de geografische, historische en mythologische dossiers. De compilatie van Fudoki begon in 713 en werd voltooid over een periode van twintig jaar. Na de Taika-hervormingen van 646, was er behoefte aan het centraliseren van de macht van het keizerlijke hof. Dit omvatte de administratieve verwerking van landerijen. Volgens de Shoku Nihongi (続日本紀), zou de keizerin Gemmei een decreet uitgevaardigd hebben in 713, waarbij de volgende gegevens uit elke provincie nodig werden geacht:
| Nodige gegevens van elke provincie                                                                                        |
| --- |
| 1. Naam 2. Natuurlijke hulpbronnen 3. Land vruchtbaarheid 4. Etymologie van de naam voor geografische regio's 5. Folklore |

Er waren voorwaarden voor de naam: deze moest worden geschreven met twee Kanji-tekens. Deze aanpassing vereist een verandering van de naam. Bijvoorbeeld, Hayatsuhime (速津媛) werd Hayami (速见) en Ishinashi no Oki (无石堡) werd Ishii (石井). Ten minste 48 provincies hadden bijgedragen aan hun records, maar alleen die van Izumo werd bijna voltooid. Gedeeltelijke records van Hizen, Bungo, Harima en Hitachi bleven bestaan en een paar passages uit verschillende volumes werden verspreid over verschillende boeken.
De Nihonshoki bevat veel poëtische stukken. Deze zijn meestal niet lang en hebben geen vaste vorm. Het eerste gedicht, gedocumenteerd in beide boeken, werd toegeschreven aan een Kami (神, god) met de naam Susanoo. Hij trouwde uiteindelijk met prinses Kushinada in de provincie Izumo.
| 八雲立つ出雲八重垣妻籠みに八重垣作るその八重垣を                         |
| ------------------------------------------------------------------------ |
| Yakumo Tatsu Izumo yaegaki Tsuma-gomi ni Yaegaki tsukuru Sono yaegaki wo |

Dit is het oudste Kano-geschrift (geschreven in het Japans). De poëzie werd later geprezen voor het uitzonderlijke woordgebruik, een lofzang aan een goddelijke schepping, de Kami. De twee boeken delen veel van de soortgelijke stukken, maar de Nihonshoki bevat nieuwere componenten. Aan de Nihonshoki zijn later zaken toegevoegd (tot en met het bewind van keizer Temmu) en bij de Kojiki was dit niet het geval. Thema's van de Kano in de boeken waren divers, waarin verhalen van liefde, verdriet, oorlog, pijn, lofbetuigingen van de overwinning, raadsels en dergelijke aan bod komt. Veel werken in Kojiki waren anoniem. Sommige werden toegeschreven aan de Kami, keizers, edelen, generaals en soms vijanden van de rechtbank. Deze geschriften worden beschouwd als een collectief van historische documenten van mensen, zelfs wanneer het is toegeschreven aan figuren, zoals de Kami Susanoo.
Poëzie #208 van Manyoushuu
| Originele versie                                   | Romaji                                                                     | Nederlandse vertaling                                                                                                   |
| -------------------------------------------------- | -------------------------------------------------------------------------- | --- |
| 秋山の 黄葉を茂み 惑ひぬる 妹を求めむ 山道知らずも | Akiyama no momiji wo shigemi mado hinuru imo wo motomemu yamaji shirazu mo | De bergen in de lente Er zijn zoveel vallende bladeren, - Zoekend naar mijn verloren liefde Ik kan het pad niet vinden. |

### Hoofdstukken
- Hoofdstuk 1: (Eerste hoofdstuk over mythen) Kami no Yo no Kami no maki.
- Hoofdstuk 2: (Tweede hoofdstuk over mythen) Kami no Yo no Shimo no maki.
- Hoofdstuk 3: (Keizer Jimmu) Kamuyamato Iwarebiko no Sumeramikoto.
- Hoofdstuk 4:
  - (Keizer Suizei) Kamu Nunakawamimi no Sumeramikoto.
  - (Keizer Annei) Shikitsuhiko Tamatemi no Sumeramikoto.
  - (Keizer Itoku) Ōyamato Hikosukitomo no Sumeramikoto.
  - (Keizer Kosho) Mimatsuhiko Sukitomo no Sumeramikoto.
  - (Keizer Koan) Yamato Tarashihiko Kuni Oshihito no Sumeramikoto.
  - (Keizer Korei) Ōyamato Nekohiko Futoni no Sumramikoto.
  - (Keizer Kogen) Ōyamato Nekohiko Kunikuru no Sumramikoto.
  - (Keizer Kaika) Wakayamato Nekohiko Ōbibi no Sumeramikoto.
- Hoofdstuk 5: (Keizer Sujin) Mimaki Iribiko Iniye no Sumeramikoto.
- Hoofdstuk 6: (Keizer Suinin) Ikume Iribiko Isachi no Sumeramikoto.
- Hoofdstuk 7:
  - (Keizer Keiko) Ōtarashihiko Oshirowake no Sumeramikoto.
  - (Keizer Seimu) Waka Tarashihiko no Sumeramikoto.
- Hoofdstuk 8: (Keizer Chuai) Tarashi Nakatsuhiko no Sumeramikoto.
- Hoofdstuk 9: (Regent keizerin Jingu) Okinaga Tarashihime no Mikoto.
- Hoofdstuk 10: (Keizer Ojin) Homuda no Sumeramikoto.
- Hoofdstuk 11: (Keizer Nintoku) Ōsasagi no Sumeramikoto.
- Hoofdstuk 12:
  - (Keizer Richu) Izahowake no Sumeramikoto.
  - (Keizer Hanzei) Mitsuhawake no Sumeramikoto.
- Hoofdstuk 13:
  - (Keizer Ingyo) Oasazuma Wakugo no Sukune no Sumeramikoto.
  - (Keizer Anko) Anaho no Sumeramikoto.
- Hoofdstuk 14: (Keizer Yuryaku) Ōhatsuse no Waka Takeru no Sumeramikoto.
- Hoofdstuk 15:
  - (Keizer Seinei) Shiraka no Take Hirokuni Oshi Waka Yamato Neko no Sumeramikoto.
  - (Keizer Kenzo) Woke no Sumeramikoto.
  - (Keizer Ninken) Oke no Sumeramikoto.
- Hoofdstuk 16: (Keizer Buretsu) Ohatsuse no Waka Sasagi no Sumeramikoto.
- Hoofdstuk 17: (Keizer Keitai) Ōdo no Sumeramikoto.
- Hoofdstuk 18:
  - (Keizer Ankan) Hirokuni Oshi Take Kanahi no Sumeramikoto.
  - (Keizer Senka) Take Ohirokuni Oshi Tate no Sumeramikoto.
- Hoofdstuk 19: (Keizer Kimmei) Amekuni Oshiharaki Hironiwa no Sumeramikoto.
- Hoofdstuk 20: (Keizer Bidatsu) Nunakakura no Futo Tamashiki no Sumeramikoto.
- Hoofdstuk 21:
  - (Keizer Yomei) Tachibana no Toyohi no Sumeramikoto.
  - (Keizer Sushun) Hatsusebe no Sumeramikoto.
- Hoofdstuk 22: (KeizerinSuiko) Toyomike Kashikiya Hime no Sumeramikoto.
- Hoofdstuk 23: (KeizerJomei) Okinaga Tarashi Hihironuka no Sumeramikoto.
- Hoofdstuk 24: (Keizerin Kogyoku) Ame Toyotakara Ikashi Hitarashi no Hime no Sumeramikoto.
- Hoofdstuk 25: (KeizerKotoku) Ame Yorozu Toyohi no Sumeramikoto.
- Hoofdstuk 26: (Keizerin Saimei) Ame Toyotakara Ikashi Hitarashi no Hime no Sumeramikoto.
- Hoofdstuk 27: (Keizer Tenji) Ame Mikoto Hirakasuwake no Sumeramikoto.
- Hoofdstuk 28: (Keizer Temmu, eerste hoofdstuk) Ama no Nunakahara Oki no Mahito no Sumeramikoto, Kami no maki.
- Hoofdstuk 29: (Keizer Temmu, tweede hoofdstuk) Ama no Nunakahara Oki no Mahito no Sumeramikoto, Shimo no maki.
- Hoofdstuk 30: (Keizerin Jito) Takamanohara Hirono Hime no Sumeramikoto.